# 테오도르 뒤부아

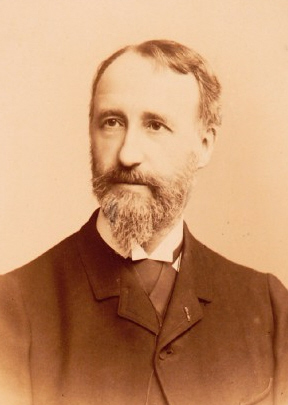

프랑수아 클레망 테오도르 뒤부아(François Clément Théodore Dubois, 1837년 8월 24일 ~ 1924년 6월 11일)는 프랑스의 작곡가, 오르가니스트이자 음악 교육가이다.
뒤부아는 Marne의 Rosnay에서 태어났다. 그는 Reims 성당의 성가대 지휘자인 Lousi Fanart로부터 음악을 배웠다. 파리 음악원에 들어가서 앙브로즈 토마에게 작곡을 배웠다. 1861년에 로마대상을 수상하였다. 1868년에 성 마들렌 교회의 성가대 지휘자가 되었고, 1871년에는 세사르 프랑크의 후임으로 성 크로틸드 예배당의 오르가니스트가 되었다. 1877년에는 다시 성 마들레느 교회로 돌아가 카미유 생상스의 후임 오르가니스트가 되었다. 1871년부터 파리 음악원의 교수가 되었고 그의 제자 중에는 폴 뒤카, 제오르제 에네스쿠, 알베릭 마냐르(Albéric Magnard: 1865~1914) 등이 있다.
1896년에 토마의 뒤를 이어 파리 음악원장이 되었다. 하지만 모리스 라벨의 로마대상 수상을 거부했다는 이유로 1905년에 로맹 롤랑에게 비판을 받아 사임해야만 했다. 가브리엘 포레가 후임을 맡았다.
뒤부아는 많은 오페라, 오라토리오와 세 개의 교향곡(바단조, 라장조(제2번), 가단조(제3번))을 작곡했다. 그중에서 가장 잘 알려진 작품은 오라토리오 《Les sept paroles du Christ》(1867)이다. 하지만 현재 그의 작품이 연주되는 일은 거의 없다. 한편 그의 음악교재가 더 널리 쓰이는데, 《대위법과 푸가 교본(Traité de contrepoint et de fugue)》과 《화성학 교본(Traité d'harmonie théorique et pratique)》이 현재에도 쓰이고 있다.